# Fekete sas (film)
A Fekete sas (eredeti cím: Black Eagle) 1988-ban bemutatott amerikai harcművészeti film, amelyet Eric Karson rendezett.
A főbb szerepekben Sho Kosugi és Jean-Claude Van Damme látható. A filmet Máltán forgatták.

## Cselekmény
A filmben szereplő japán harcművész, Ken Tami (Sho Kosugi) (kódnevén a Fekete Sas) részt vesz egy amerikai kormány által indított misszión, hogy megszerezzen egy lézerkövetős műszert, ami egy lezuhant F-111-es Jet fedélzetén található meg. Ken és két fia, valamint a CIA-nál dolgozó Patricia Parker (Doran Clark) a műszer után kutatnak, mielőtt az rossz kezekbe kerülne. A nyomozás során azonban Ken szemtől szembe kerül egy nem ismert, de gyakorlott KGB-ügynökkel, Andrejjel (Jean-Claude Van Damme). 

## Szereplők
| Színész               | Szerep                    | Magyar hang        | Magyar hang            |
| Színész               | Szerep                    | 1. szinkron (1992) | 2. szinkron (RTL Klub) |
| --------------------- | ------------------------- | ------------------ | ---------------------- |
| Shô Kosugi            | Ken Tani                  | Felföldi László    | Sörös Sándor           |
| Jean-Claude Van Damme | Andrej                    | Zubornyák Zoltán   | Rékasi Károly          |
| Doran Clark           | Patricia Parker           | Detre Annamária    |                        |
| Bruce French          | Joseph Bedelia atya       | Izsóf Vilmos       | Rosta Sándor           |
| Vladimir Skomarovsky  | Vladimir Klimenko ezredes | Kristóf Tibor      | Sinkovits-Vitay András |
| William Bassett       | Dean Rickert              | Orosz István       | Orosz István           |
| Kane Kosugi           | Brian Tani                |                    | Simonyi Balázs         |
| Jan Triska            | Valery kapitány           |                    | Sztarenki Pál          |

## Fordítás
- Ez a szócikk részben vagy egészben  a   Black Eagle (1988 film) című angol Wikipédia-szócikk fordításán alapul.  Az eredeti cikk szerkesztőit annak laptörténete sorolja fel. Ez a jelzés csupán a megfogalmazás eredetét és a szerzői jogokat jelzi, nem szolgál a cikkben szereplő információk forrásmegjelöléseként.